# الحدبة (القطن)

'

تعديل مصدري - تعديل

الحدبة هي إحدى قرى عزلة القطن بمديرية القطن التابعة لمحافظة حضرموت، بلغ تعداد سكانها 137 نسمة حسب تعداد اليمن لعام 2004.